# El charlatán
El charlatán es una pintura de óleo sobre lienzo de Giandomenico Tiepolo de 1756. Forma parte de la colección permanente del Museo Nacional de Arte de Cataluña a través del Legado Cambó.

## Descripción
El estilo, el argumento, la técnica, la manufactura, las medidas y la procedencia indican que esta obra y El minué nacieron formando pareja. En ambos casos la acción tiene lugar en la atmósfera carnavalesca veneciana que impregna una multitud formada por gente sencilla, damas elegantes, niños, máscaras, charlatanes y feriantes, auténticos protagonistas de lo que se representa. Verdaderas escenas de género sobre el Carnaval de Venecia, un evento anual que hizo de la ciudad de la laguna estancia obligatoria para los viajeros europeos de la época. Son descripciones del ambiente que rodeó el pintor, ideadas con el mismo estímulo que inspiró el teatro de Carlo Goldoni y que desmitifica la sociedad del momento. Así pues, el Carnaval es el emblema de una humanidad que renuncia a la propia identidad y la oculta tras apariencias efímeras. 
En El charlatán, la multitud asiste a la exhibición de un hábil personaje de la calle que engatusa a quien lo escucha, mientras que en El minué son en teoría Pantaleón y Colombina los que, acompañados por otras máscaras, danzan en el jardín de una villa de tierra firme. Un estilo anecdótico narrativo que describe con aire festivo las costumbres y las tradiciones de los venecianos. Y todo ello enriquecido por la espléndida maestría pictórica de los Tiepolo, con su manejo sabio del color y la ingeniosa utilización de la luz, clara y transparente en el cielo, dorada en las arquitecturas y que se desliza entre las sombras que rodean los personajes y la vegetación, una combinación que hace de estas dos joyas un espectáculo exquisito repleto de sentido del humor y de ironía.